# Bunderan (Wonosalam)
Bunderan is een bestuurslaag in het regentschap Demak van de provincie Midden-Java, Indonesië. Bunderan telt 2137 inwoners (volkstelling 2010).